# Tommy Docherty
Thomas Henderson "Tommy" Docherty (Glasgow, 24 de abril de 1928 – 31 de dezembro de 2020) foi um futebolista e treinador britânico que atuou como defensor.

## Carreira
Docherty fez parte do elenco da Seleção Escocesa de Futebol, na Copa do Mundo de 1954 e 1958.[carece de fontes?]
Como treinador, dirigiu por cinco anos o Manchester United, com o qual conquistou a Copa da Inglaterra em 1977, derrotando o Liverpool por 2–1 na final.

## Morte
Morreu em 31 de dezembro de 2020, aos 92 anos.